# Лицевой счёт
Лицевой счёт (англ. personal account) — бухгалтерский счёт для ведения учёта расчетов с физическими и юридическими лицами, на котором отражаются все финансово-кредитные операции с определенным клиентом, является документом аналитического учёта.

## Определение
Согласно БСЭ, лицевые счёта — это бухгалтерские счета, счета аналитического учёта, предназначенные для расчётов с организациями или отдельными лицами. Лицевой счёт открывается на каждое юридическое или физическое лицо, с которым организация ведёт расчёты, затем в него вносятся все сведения о состоянии и движении расчётов.

## Формы лицевого счета
Лицевые счёта различаются следующими формами:
- по содержанию расчётов:
  - лицевой счет по заработной плате;
  - лицевой счёт по зачётам взаимных требований;
  - прочее.
- по технике учёта:
  - ручной лицевой счёт;
  - машинный лицевой счёт.

Например, лицевой счет работника («Лицевой счет» формы Т-54) открывается для учёта расчётов по заработной плате и содержит данные о начисленной ему заработной плате, о произведённых из неё удержаниях и зачётах, о сумме, подлежащей выдаче ему на руки.